# Lucera

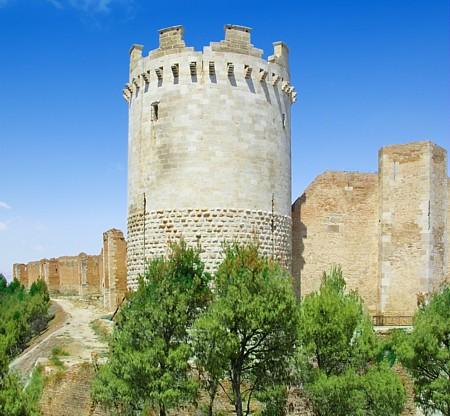
Zamek Hohenstaufów

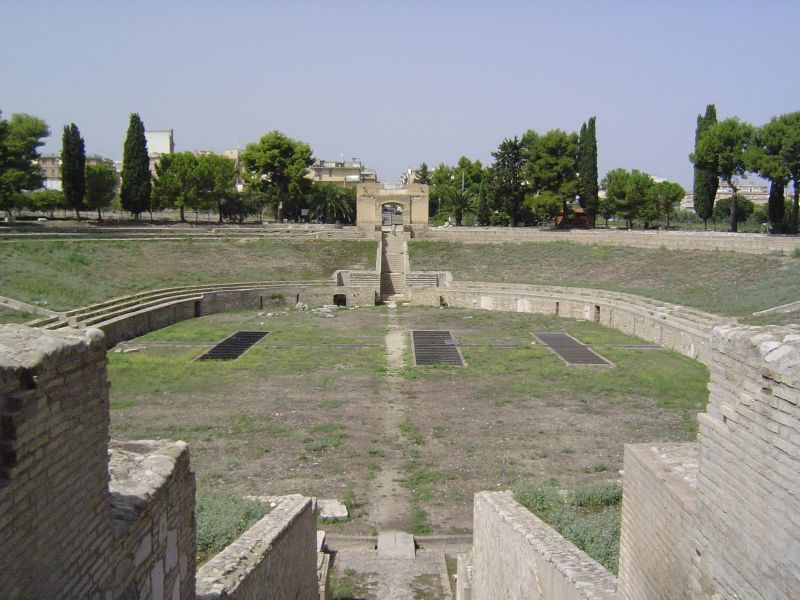
Amfiteatr rzymski

Lucera – miejscowość i gmina we Włoszech, w regionie Apulia, w prowincji Foggia.
Według danych na rok 2004 gminę zamieszkiwało 34 911 osób, 103,3 os./km².
Lucera zbudowana została przez osadników muzułmańskich, przesiedlonych w 1220 r. z Sycylii przez Fryderyka II Hohenstaufa.
W dniach 15-25 sierpnia 1300 roku Karol II Andegaweński przeprowadził rzeź mieszkańców Lucery, przejmując ich dobra, w miejscu meczetów wznosząc kościoły katolickie i zmieniając nazwę miasta na Civita Sancte Marie.

## Miasta partnerskie
- Dupnica, Bułgaria